# Raphael Egli
Raphael Eglin, Iconius von Götzen (Frauenfeld, 28 dicembre 1559 – Marburgo, 20 agosto 1622), è stato un teologo e alchimista svizzero.

## Biografia
Dopo gli studi di teologia a Zurigo, Ginevra e Basilea, esercitò la professione di insegnante e nel 1596 divenne arcidiacono. Nel 1605, in seguito a operazioni finanziarie azzardate collegate alla sua attività di alchimista, cadde in povertà e fu allontanato da Zurigo.
Nel 1595 e nel 1609 pubblicò le lezioni di filosofia tenute da Giordano Bruno presso Zurigo nel 1591, la Summa terminorum metaphysicorum.
Raphael Eglin si occupò attivamente di alchimia pubblicando anche numerosi testi su questo argomento, fra cui gli Aphorismi Basiliani con lo pseudonimo di Hermophilus Philochemicus, e diversi altri con altri pseudonimi. Personaggio oscuro e poco conosciuto, Egli è da considerarsi figura importante nell'alchimia fra il XVI e il XVII secolo in Svizzera, collegato anche ai Rosacroce. Infatti, sotto lo pseudonimo di Filippo di Gabala, tracciò la "Consideratio Brevis", che fu pubblicata in Germania unitamente  a quella "Confessio Fraternitatis", che fu uno dei noti manifesti rosacruciani.

## Opere
- Prophetia halieutica nova et admiranda, Zurigo 1598
- Disquisitio de Helia artium, Lipsia 1606
- Aphorismi Basiliani Sive, Canones Hermetici De Spiritu, Anima, Et Corpore Majoris & Minoris Mundi, Marburgo 1608
- Coniecturae halieuticae novae et admirandae, Francoforte 1611
- Cheiragogia Heliana: de auro philosophico necdem, Marburgo 1612
- Tractatus Theologicus, Marburgo 1614
- Assertio doctrinae orthodoxae, de peccato in Spiritum, Marburgo 1617